# John Standing
Sir John Ronald Leon Standing, 4th Baronet, född 16 augusti 1934 i London, är en brittisk skådespelare. Standing har medverkat i filmer som Skynda långsamt grabben (1966), Örnen har landat (1976), Elefantmannen (1980), Mrs Dalloway (1997) och A Good Woman (2004).

## Filmografi i urval
- 1963 – The Avengers (TV-serie)
- 1963 – Helgonet (TV-serie)
- 1966 – Skynda långsamt grabben
- 1969 – Thank You All Very Much
- 1976 – Örnen har landat
- 1980 – Elefantmannen
- 1980 – Havets vargar
- 1987 – Hotellet (TV-serie)
- 1988 – Hunter (TV-serie)
- 1989-1990 - Paddington Bear (TV-serie)
- 1990 – Lagens änglar (TV-serie)
- 1992 – Chaplin
- 1997 – Mannen som visste för lite
- 1997 – Mrs Dalloway
- 2000 – På spaning i New York (TV-serie)
- 2002 – The Real Jane Austen
- 2004 – A Good Woman
- 2004–2009 – Morden i Midsomer (TV-serie)
- 2005 – V för Vendetta
- 2011 – Game of Thrones (TV-serie)
- 2016 – The Crown (TV-serie)
- 2018 – The Happy Prince